# Million Dollar: Business
Million Dollar: Business è il quinto album in studio del rapper russo Morgenštern, pubblicato il 27 maggio 2021 dalla Atlantic Records Russia.

## Promozione
Per la traccia apripista del disco, Olala, è stato realizzato un video musicale ambientato a Mosca e reso disponibile il 4 giugno 2021.

## Tracce
Testi e musiche di Ališer Tagirovič Morgenštern.
1. Olala – 2:22
2. Aristocrat – 2:06
3. Hublot – 2:03
4. Nominalo – 2:11
5. GTA – 2:06
6. Skit ot @VsBattleVideo – 0:46
7. Papin tank – 2:06
8. Dinero – 2:37
9. Manija – 2:00
10. Ja na tablach – 2:25
11. Kogda nas otpustit – 2:49
12. Pull Up – 2:12
13. Ja kogda-nibud' ujdu – 2:40

## Classifiche
| Classifica (2021) | Posizione massima |
| ----------------- | ----------------- |
| Lituania          | 7                 |